# Falangèrids
Els falangèrids (Phalangeridae) són una família de marsupials nocturns originària d'Austràlia i Nova Guinea, que inclou els cuscussos, pòssums comuns i els seus parents propers. La majoria d'espècies són arborícoles i viuen en una gran varietat d'hàbitats boscosos, des del bosc alpí fins als boscos d'eucaliptus i la jungla tropical.